# 科學博物館集團
科學博物館集團 (Sceince Museum Group)是一個在英国管理一系列科學博物馆和研究所的非政府部門公共機構，也是世界上規模最大、最著名的博物館集團之一。該集團由英國政府Department for Digital, Culture, Media and Sport 贊助和管理，可行使政府部門的職權。集團旗下包括：
- 科学博物馆 (伦敦)在伦敦
- 科学产业博物馆在曼彻斯特
- 大英铁路博物馆在约克
- 希尔登铁路博物馆在达勒姆郡 ("运动")
- 国立媒体博物馆 (前身为摄影，电影和电视国家博物馆) 在布拉德福德
- 劳顿科学博物馆在斯温顿

2012年4月1日之前，集团被称为国立科学产业博物馆National Museum of Science and Industry (缩写为NMSI).
集团主席是Dame Mary Archer，她被英国前首相戴维·卡梅伦任命四年任期，从2015年到2018年。

## NMSI馆长
NMSI和科学博物馆馆长：
- Dame Margaret Weston DBE FMA (1973–1986)
- Sir Neil Cossons OBE FSA FMA (1986–2000)
- Dr Lindsay Sharp (2000–2005)
- Prof. Martin Earwicker FREng (2006–2007)

NMSI馆长:
- Prof. Martin Earwicker FREng (2007–2009)
- Molly Jackson (2009)
- Andrew Scott (museum director)|Andrew Scott CBE (2009–2010)
- Ian Blatchford (2010–)